# Blechnum christii
Blechnum christii är en kambräkenväxtart som beskrevs av Carl Frederik Albert Christensen. Blechnum christii ingår i släktet Blechnum och familjen Blechnaceae. Inga underarter finns listade.